# Gonatocerus atriclavus
Gonatocerus atriclavus är en stekelart som beskrevs av Girault 1917. Gonatocerus atriclavus ingår i släktet Gonatocerus och familjen dvärgsteklar. Inga underarter finns listade i Catalogue of Life.